# 重庆东站
重庆东站位于中国重庆市南岸区茶园新区，是重庆铁路枢纽中3座主要客运车站之一，也是目前重庆使用中规模最大的铁路客运站，更是西南地区最大的火车站。渝黔城际铁路、渝万高速铁路、渝万联络线和重慶鐵路樞紐東環線上的车站，2025年6月27日建成启用，将承担渝怀铁路上的普速列车、渝厦高速铁路、京昆通道、沿江高铁通道、包（银）海通道上高速列车的始发终到任务。车站接入重庆轨道交通6号线，也是TOD模式的示范项目，因此周边将建成一系列酒店、写字楼、购物中心，并围绕车站形成商务区。

## 规划

### 第一次规划
2011年，中铁二院工程集团为重庆铁路枢纽制作了一份分析。在这份文件里，中铁二院的工程师指出，在兰渝铁路和渝贵铁路开通后，既有的重庆北站和重庆站将无法满足枢纽内的客运需求，重庆枢纽急需第三座客运车站。
在规划渝贵铁路接入重庆枢纽的方案时，中铁二院提出了2个方案：沿渝黔高速公路，经南岸区，在茶园片区设站的“东线方案”，以及经既有川黔铁路和小梨线的“西线方案”。虽然“东线方案”能促进主城区东部的发展，但是计划中的车站离中心城区较远，也缺少相应的市政配套设施，而且计划修建的线路也比“西线方案”要多，不利于后续渝昆高速铁路与其他线路连接。因此，在茶园片区设站的计划被放弃，“西线方案”被采纳，形成了现在渝贵铁路的走向，计划的第三座车站成为今天的重庆西站。

### 第二次规划
2016年，新版《中长期铁路网规划》发布后，中铁第四勘察设计院集团也发表了一份分析。根据规划，将有17条干线铁路经过重庆枢纽，包括沿江高速铁路、渝贵高速铁路、渝西高速铁路、郑渝高速铁路和渝长厦高速铁路几条新线路。为满足新线路建成后的运输需求，在茶园片区建设重庆东站的计划再次出现。在这份分析里，重庆北站和重庆西站依然是主要的客运站，前述的几条高速铁路都计划将主线接入重庆西站，将联络线接入本站。2017年，《重庆市中长期铁路网规划（2016―2030年）》发布，正式确认重庆东站为3个主要客运站之一。到2018年时，重庆东站的具体位置仍未确定，几个方案包括长生桥镇、广阳湾和石塔立交，期间中国城市规划设计研究院、中铁二院工程集团、重庆大学发展研究中心和重庆城市交通研究院参与了选址的比较分析工作。
2020年，重庆市人民政府下发《2020年重庆市级重大建设项目名单》，将重庆东站列为“重大基础设施项目”之一。
2020年，交通运输部发函，提出要在重庆东站推行“站城一体化发展”，除了提出“四网融合”的目标外，还提出要推行TOD模式，统筹周边区域发展。

### 设计变迁
2015年12月，中铁二院工程集团发布《重庆东环线环境影响报告书》。根据这份报告书，本站将设4场，由东向西分别为普速场、达渝城际场、渝西客专场和渝湘客专场。普速场设5个站台和11条到发线，计划近期建成，达渝城际场设4台8线，渝西客专场设6台14线，渝湘客专场设5台12线，都被列为远期工程。用于维护列车的客车整备所将位于车站东南部，通过联络线连接普速场南端，机务折返段将位于车站东北部，通过联络线连接普速场北端，动车运用所将在机务折返段附近，通过联络线连接除普速场外的3个场的北端。工务段的下属的工务车间位于车站东南部，通过联络线连接普速场南端。:54
2019年5月10日，中铁二院工程集团发布《新建重庆至黔江铁路环境影响评价第二次公示》。根据环评内容，本站将设2场，其中高速场设8台16线，接入渝黔、渝昆、渝贵、渝万高铁，已经动工的普速场4台8线，接入东环线。另外，普速场南端设计有联络线连接渝黔城际铁路。在这版设计中，客车整备所将位于车站东北部，通过联络线连接普速场北端，机务折返段没有出现，动车运用所将位于车站西南部，通过联络线连接高速场南端。工务车间位于车站北部、两个场之间，通过联络线连接普速场北端。
2021年7月，中铁二院工程集团发布《新建重庆至万州高速铁路环境影响报告书》。根据这份报告书，本站形成了最终的设计。:77

## 施工
2018年11月2日，重庆市规划和自然资源局发布公告，首次确定本站的具体位置——茶园新区东南侧，并开始征集本站周边的规划方案。
11月22日，本站与渝黔城际铁路同步动工。
中国铁建、中铁八局、中铁一局参与施工。
2025年6月25日，国铁集团宣布重庆东站将于6月27日开通运营。

## 国铁车站
总建筑面积10万平方米以上。

### 站房
重庆东站的站房以“山水千里、黄桷参天”为设计立意，通过树形柱支撑钢桁架的结构展现重庆市树黄桷树挺拔的姿态，屋盖钢结构东西跨度538米，南北最大跨度296米。
高架桥以上3层，从上到下分别是客服夹层、高架候车层、站台层；桥下空间5层，从上到下分别是出站及快速进站层、城市通廊综合换乘层、地铁站部分。

### 站场
2021年7月，中铁二院工程集团发布《新建重庆至万州高速铁路环境影响报告书》。根据这份报告书，本站将设3场，由西向东分别为渝黔场、渝万场、东环场（普速场）。渝黔场设5台9线，渝万场设6台12线，东环场设4台8线。普速场南端设计有联络线连接渝黔城际铁路。在这版设计中，客车整备所将位于车站东北部，通过联络线连接普速场北端，动车运用所将位于车站西南部，通过联络线连接渝黔场和渝万场南端。:77

### 运营
根据规划，本站在建成后，近期每日将有226对客车出发、到达、经停，平均每日将有28万人次出入站，远期每日将有289对客车出发、到达、经停，平均每日将有32万人次出入站。

## 地铁车站
重庆轨道交通重庆东站位于重庆东站地下，与车站的国铁部分同步规划，属于同一建筑。地铁站带有三层，由上到下分别是轨道交通站厅换乘层、轨道交通8号线及24号线站台层、轨道交通6号线及27号线站台层；8号线与24号线将在本站形成同台换乘，而6号线与27号线则为普通岛式站台。车站编号6/41。

### 结构
重庆东站地铁站为地下岛式车站，站厅融入重庆东站内。站内已预留24号线与27号线的空间。
|  |  |  |  |  |  |  |  |  |

|  |  |  |  |  |

|  |  |  |  |  |

|  |  |  |  |  |  |  |  |  |

| 6 | 桃花桥 | Right arrow |
| 6 | 往北碚 | Right arrow |

|  |  |  |  |  |  |  |  |  |

|  |  |  |  |  |

|  |  |  |  |  |

|  |  |  |  |  |  |  |  |  |

| 6 | 桃花桥 | Right arrow |
| 6 | 往北碚 | Right arrow |

|  |  |  |  |  |  |  |  |  |

|  |  |  |  |  |

|  |  |  |  |  |

|  |  |  |  |  |  |  |  |  |

| 6 | 桃花桥 | Right arrow |
| 6 | 往北碚 | Right arrow |

|  |  |  |  |  |  |  |  |  |

|  |  |  |  |  |

|  |  |  |  |  |

|  |  |  |  |  |  |  |  |  |

| 6 | 桃花桥 | Right arrow |
| 6 | 往北碚 | Right arrow |

### 出入口
重庆东站一共有6个出入口。其中，3号口只出不进，方便乘客从轨道交通换乘国铁。

## 交通配套

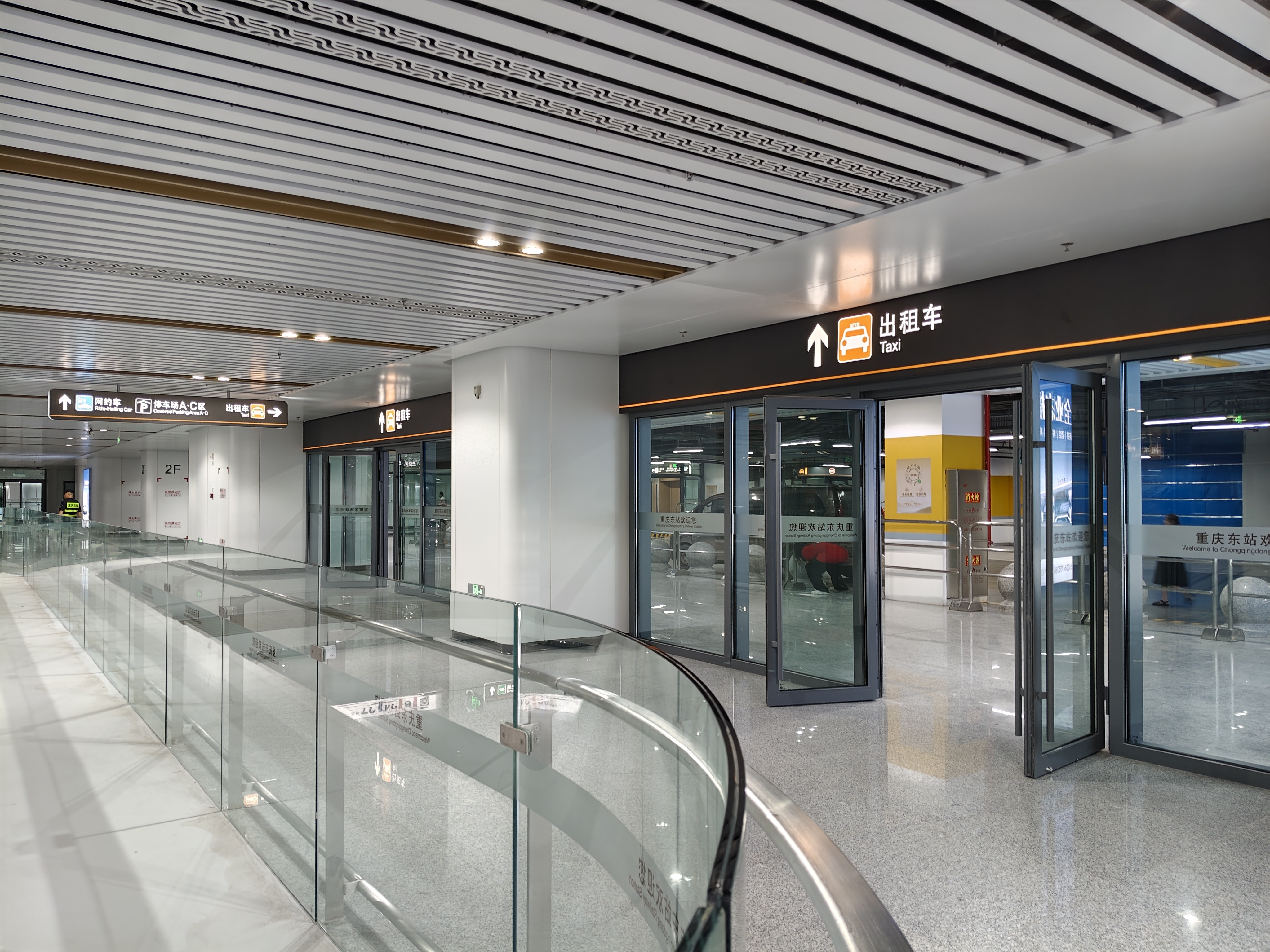
东侧出租车上客入口

重庆东站站内能实现公交、社会车辆、出租与铁路之间的换乘。车站还设计了智能停车场。
本站周围将建成站前大道，站北路、站南路、站东路等配套公路，另外茶园片区已有绕城高速、沿江高速、内环快速等公路经过，预计旅客可以通过这些公路来往主城区和本站。开成路、兴塘路和东侧集散通道。
目前已接入的公交路线有
- 重庆公交100路
- 重庆公交102路
- 重庆公交345路
- 重庆公交D535路
- 重庆公交D620路

## 附近配套
与重庆东站工程同步规划的建筑预计占地约122万平方米，包括3个企业研发总部、2个创新研发基地、展览馆、会展中心、文化馆、体育中心、商务酒店、写字楼等建筑。
在本站的规划确定后，重庆市人民政府和中国共产党重庆市委员会宣布在附近的迎龙镇划定4.36平方公里，计划将其建设为高铁商务区。